# Historia Mexicana (revista)
Historia Mexicana es una revista científica trimestral de acceso abierto editada por el Centro de Estudios Históricos de El Colegio de México. Está dedicada a la investigación histórica de México y América Latina.

## Historia
Fundada en 1951 por Daniel Cosío Villegas, constituye una de las más antiguas revistas mexicanas especializadas en la indagación del pasado. Han sido directores de Historia Mexicana reconocidos profesores del Centro de Estudios Históricos: Luis Muro, Luis González y González, Josefina Zoraida Vázquez, Enrique Florescano, Bernardo García Martínez, Clara E. Lida, Solange Alberro, Óscar Mazín y Pablo Yankelevich. Actualmente la dirige Rafael Rojas y desde 1992, Beatriz Morán Gortari está a cargo de la Redacción. La publicación aborda la historia de México desde distintas perspectivas que incluyen la historia política, historia económica, historia cultural, historia social, entre otras. Desde los primeros números de la revista han colaborado autores de diversas universidades e institutos de investigación nacionales e internacionales.

## Indexación
La revista está incluida en más de 40 índices, directorios y portales como JSTOR, Redalyc, SciELO México, ERIH PLUS, DOAJ, entre otros.

## Política de acceso
Historia Mexicana provee acceso abierto a sus contenidos sin ningún costo, bajo la licencia Creative Commons CC BY-NC-ND 4.0. La evaluación y el procesamiento de las colaboraciones son gratuitos.